# Amperov zakon
V fiziki, na področju elektromagnetizma, je Amperov zakon, fizikalni zakon, ki se ukvarja s pojavom vrtinčnosti.
Zakon se glasi:
{\displaystyle {\vec {\nabla }}\cdot {\vec {B}}={\frac {\mu _{0}}{4\pi }}I\nabla \cdot \oint _{L}{\frac {{\vec {ds}}\times {\vec {r}}}{r^{3}}}}